# Sandra Schmirler
Sandra Marie Schmirler, z domu Peterson (ur. 11 czerwca 1963 w Biggar, zm. 3 marca 2000 w Reginie) – kanadyjska curlerka, triumfatorka trzech mistrzostw Kanady i świata. Jako kapitan reprezentacji Kanady na Zimowych Igrzyskach Olimpijskich 1998 zdobyła złoty medal, był to pierwszy turniej olimpijski kobiet w historii. Gdy nie uczestniczyła w zawodach, czasami komentowała mecze dla telewizji CBC. Zmarła w 2000 w wieku 36 lat na raka.

## Kariera curlingowa
Schmirler zaczęła grać w curling, gdy była uczennicą 7 klasy w szkole w Biggar. W późniejszych latach uprawiała także lekkoatletykę, piłkę siatkową, badminton, softball oraz pływanie. W klasie 9 wystartowała w kobiecej lidze Bangor. Grając jako trzecia w szkolnej drużynie (klasa 12) wygrała prowincjonalne mistrzostwa szkół średnich, wówczas zespół nie doznał żadnej porażki. Po ukończeniu szkoły średniej, gdy Sandra studiowała na Uniwersytecie Saskatchewan w Saskatoon, postanowiła dalej grać w curling. W 1983 po raz pierwszy wystartowała w mistrzostwach prowincji. Po ukończeniu uniwersytetu Schmirler przeprowadziła się do Reginy i pracowała w North West Leisure Center. Ciągle grając w curling została nazwana przez kierownika miejscowego lodowiska  Schmirler the Curler. W 1987 jako trzecia w zespole Kathy Fahlman Schmirler wygrała swoje pierwsze mistrzostwa prowincji. W Mistrzostwach Kanady 1987 drużyna Sandry Schmirler uplasowała się na 4. miejscu.
Priorytetem sezonu 1988–1989 dla Schmirler i Jan Betker było utworzenie nowego, stabilnego zespołu. Na początku sezonu 1990–1991 zdecydowały, że Schmirler będzie skipem, Betker będzie grać na pozycji trzeciej. Do zespołu przyjęto jako drugą Joan McCusker i jako otwierającą Marcia Gudereit. W tym samym sezonie ten zespół wygrał mistrzostwa prowincji, a na mistrzostwach kraju Schmirler powtórzyła rezultat z 1987. W 1993 drużyna w tym samym składzie ponownie wygrała rywalizację w Saskatchewan. W Round Robin Tournament of Hearts Saskatchewan z bilansem 9–2 zajął 1. miejsce i automatycznie znalazł się w finale. Pierwsze mistrzostwo Schmirler zdobyła pokonując w 11-endowym finale zespół Maureen Bonar z Manitoby 7:6. Było to pierwsze mistrzostwo kraju kobiet od sukcesu Marj Mitchell w 1980. Na Mistrzostwach Świata zespół z Kanady zdobył złoty medal pokonując w finale 5:3 Niemki (Janet Clews-Strayer). Rok później ekipa Schmirler powtórzyła sukcesy, zarówno krajowe, jak i te z mistrzostw świata. W finale Mistrzostw Świata 1994 Kanadyjki pokonały Szkotki (Christine Cannon) 5:3. Była to pierwsza w historii mistrzostw świata kobiet wygrana dwóch kolejnych zawodów przez tę samą drużynę i pierwsza od 1971 kiedy dokonał tego Don Duguid, w historii kobiecych rozgrywek taki sukces odniosły jeszcze tylko dwa, szwedzkie zespoły Elisabet Gustafson i Anette Norberg. W 1997 Schmirler i jej zespół wygrał mistrzostwa Kanady i świata po raz trzeci. Po każdym z tych trzech sezonów, ekipa Schmirler otrzymała tytuł Team of the Year nadawany przez SaskSport.
Na Zimowych Igrzyskach Olimpijskich 1998 curling stał się po raz pierwszy oficjalną dyscypliną medalową. Reprezentację Kanady wyłoniono w Olympic Curling Trials, które odbyły się w listopadzie 1997. Zespół Schmirler zakończył fazę grupową na pierwszym miejscu. W finale pokonała drużynę Shannon Kleibrink 9:6. By wygrać Schmirler zagrała trudny  in-off. Zespół Kanady był wymieniany w gronie faworytek do złota na igrzyskach. Po Round Robin Kanada zajmowała 1. miejsce, przegrała tylko jeden mecz z Norwegią (Dordi Nordby) 5:6. Mecz półfinałowy z Wielką Brytanią (Kirsty Hay) był bardzo wyrównany, grano punkt za punkt i spodziewano się dogrywki. W 10. endzie w ostatnim zagraniu Schmirler zagrała draw o mało nie psując zagrania, ostatecznie Kanada wygrała wynikiem 6:5. W finale Kanada zmierzyła się z Dunkami (Helena Blach Lavrsen), przez większą część meczu Kanadyjki dominowały przeciwniczki, mecz zakończył się 9. endem wynikiem 7:5. Po zdobyciu złota w Nagano, Sandra znalazła się na pierwszej stronie New York Times. Drużynę mistrzyń olimpijskich nazwano Team of the Year przez Canadian Press, zawodniczki włączono w 1999 do Canadian Curling Hall of Fame.
Mecz finałowy igrzysk odbył się 15 lutego, a już 21 lutego rozpoczynały się mistrzostwa Kanady, gdzie zespół jako Team Canada miał bronić tytułu mistrzowskiego. Po rundzie grupowej i meczu 3/4 drużyna Schmirler w półfinale przegrała z Ontario 3:9 i ostatecznie zajęła 3. miejsce.

## Życie prywatne

### Rodzina i edukacja
Schmirler urodziła się 11 czerwca 1963 jako najmłodsza córka Shirley i Arta. Urodziła się ze stopą końsko-szpotawą i przez dwa miesiące nosiła gips korygujący tę wadę. Miała dwie siostry, Carol i Beverley. Uczęszczała do szkoły średniej w rodzinnym Biggar i na czas studiów przeprowadziła się do Saskatoon. Początkowo studiowała informatykę jednak po roku zmieniła kierunek na wychowanie fizyczne. W 1985 uzyskała tytuł inżyniera (ang. Bachelor of Science). Po przeprowadzce do Reginy, poznała swojego przyszłego męża Dela Petersona. Ślub odbył się 1 sierpnia 1987, w 1992 nastąpiła separacja i rok później rozwód. W curling grała pod nazwiskiem męża jako Sandra Peterson od 1987 do 1996.
W 1993 koleżanka z drużyny Marcia Gudereit zapoznała Sandrę z Shannonem England. Sandra ponownie wyszła za mąż 22 czerwca 1996. W 1997 Schmirler była w ciąży, odkryli to reporterzy podczas Scott Tournament of Hearts, 15 września 1997 urodziła się Sara Marion. W kwietniu 1999 na raka zmarł ojciec Sandry. 30 czerwca 1999 urodziła się druga córka Sandry i Shannona, Jenna Shirley.

### Choroba i śmierć
Po narodzinach Jenny w 1999 Sandra doznała wielu problemów zdrowotnych. Badania wykryły guz nowotworowy wielkości pięści za sercem. Po pogorszeniu się jej stanu zdrowia 6 września 1999 przeszła zabieg chirurgiczny. Podczas zabiegu obumarła część guza oderwała się, w ten sposób powstał skrzep krwi, który dostał się do płuca. Nastąpiło zatrzymanie akcji serca jednak Sandrę zdołano uratować. Miesiąc po wykryciu nowotworu podano dokładną diagnozę, Sandra była chora na gruczolakoraka przerzutowego (Metastatic adenocarcinoma) z nieznanego ogniska pierwotnego. Z powodu niemożności stwierdzenia pochodzenia raka Sandra mówiła o swojej chorobie rak z Marsa. Schmirler przeszła chemioterapię, radioterapię oraz zabiegi ortomolekularne prowadzone przez Canadian Cancer Research Group.
Podczas choroby Schmirler została usunięta z życia publicznego. Gdy stan Sandry polepszył się, zgodziła się komentować rozgrywki Mistrzostw Kanady Juniorów 2000. Wzięła udział w konferencji prasowej na zakończenie mistrzostw, kiedy to wyjawiła niewiele informacji o tym, co przeszła w czasie choroby. Więcej powiedziała o nadziejach na przyszłość:

Miałam trzy marzenia poza tym jednym, pierwszym było opiekowanie się moją rodziną. Drugim... bo tak dużo gram w curling, nigdy nie miałam gorących wakacji, chciałabym wyciągnąć nogi na piasku w ciepłym miejscu. Ostatnim marzeniem było znaleźć się dziś tutaj, dziękuję CBC, dziękuję Lawrence i Joan Mead.

Teraz wiem, że przegranie meczu w curling nie jest końcem świata

Po powrocie z Moncton Schmirler czuła się dobrze, jednak badanie CAT wykazało plamki wokół płuc. Postanowiono zaniechać chemioterapię i pozostać przy terapii ortomolekularnej. Zaplanowano by uczestniczyła w pracach komentatorskich przy Tournament of Hearts, ale jej stan zdrowia na to nie pozwolił. Wysłała ze szpitala wiadomość, którą przeczytał dziennikarz TSN Victor Rauter:

Nadal ciężko walczę i wierzę, że dotrę na Brier, nie będę grać ale mówić. Dla Saskatchewan, mam nadzieję zagrać jeszcze w zielonych butach. Mam to w perspektywach. Są inne rzeczy w życiu prócz curlingu, które znalazłam. Mam nadzieję być na kwalifikacjach olimpijskich w przyszłym roku. Do zobaczenia w Sudbury w 2001. Twoja przyjaciółka, Sandra.

Optymizm w jej wypowiedziach przeczył faktycznej kondycji. Zastosowano medycynę paliatywną. Sandra Schmirler zmarła rano 3 marca 2000 w wieku 36 lat.
Śmierć Sandry spowodowała nie tylko reakcje w Saskatchewan czy w środowisku curlingu ale w całym kraju. Premier Kanady Jean Chrétien powiedział w przemowie:

Wszyscy Kanadyjczycy zostali dotknięci przez przedwczesną śmierć Sandry Schmirler. Większość z nas poznało ją przez wyczyny jako mistrzynię curlingu i jako wzorowy sportowy ambasador Kanady. Ale tym co ją naprawdę wyróżniało była wspaniała, ujmująca osobowość i niewiarygodna chęć życia. Było to wyraźnie widać, kiedy tak mężnie walczyła z chorobą. Będziemy za nią bardzo tęsknić.

Stacja TSN zaoferowała nadawać uroczystości pogrzebowe na żywo i udostępnić sygnał dla innych stacji bez żadnych kosztów. Mąż Sandry zgodził się na transmisję pod warunkiem, że nie zostanie pokazana tam rodzina zmarłej. CBC także pokazało pogrzeb, był to pierwszy przypadek w historii, że pogrzeb kanadyjskiego sportowca na żywo pokazywano w dwóch ogólnokrajowych stacjach telewizyjnych. Rozpoczynający się Labatt Brier opóźniono, tak by kibice i zawodnicy mogli obejrzeć pogrzeb. W Reginie otworzono halę sportową Agridome i na ekranach pokazano pogrzeb, podobnie stało się w klubie Sandry Schmirler, Caledonian Curling Club. 900 osób uczestniczyło w uroczystościach pogrzebowych w Regina Funeral Home, a setki tysięcy oglądało w telewizji.

## Nagrody i odznaczenia
Wraz z członkiniami swojej drużyny Sandrze w 1998 Uniwersytet Regina przyznał tytuł doctora honoris causa (Doctor of Laws). W 2000 Sandra Schmirler została nagrodzona Saskatchewan Order of Merit, będąc tym samym pierwszą pośmiertnie nagrodzoną osobą. Tego samego roku Schmirler włączono do Canada’s Sports Hall of Fame.
Po śmierci miasto Regina uhonorowało Sandrę Schmirler na kilka sposobów. South East Leisure Centre przemianowano na Sandra Schmirler Leisure Centre. Drogę, przy której leży Callie Curling Club i gdzie Schmirler grała, nazwano Sandra Schmirler Way. Rodzinne miasto Schmirler także uhonorowało ją tworząc pięć miesięcy po śmierci The Sandra Schmirler Olympic Gold Park.
Fabryka papieru Scott Paper stworzyła w lutym 2001 Sandra Schmirler Foundation. Fundacja ma na celu pomoc finansową w leczeniu noworodków w całej Kanadzie. W pierwszych czterech latach działalności fundusze zostały przekazane Children’s Miracle Network, Canadian Cystic Fybrosis Foundation i Canadian Ronald McDonald Houses. Po zmianie misji, by pomagać noworodkom, obecnie środki przekazywane są bezpośrednio do szpitali.

## Drużyna
| Rok         | Skip             | Trzecia          | Druga         | Otwierająca      |
| ----------- | ---------------- | ---------------- | ------------- | ---------------- |
| 1987        | Kathy Fahlman    | Sandra Schmirler | Jan Betker    | Sheila Schneider |
| od 1991     | Sandra Schmirler | Jan Betker       | Joan McCusker | Marcia Gudereit  |
|             |                  |                  |               |                  |
| 1992 (miks) | Brian McCusker   | Sandra Peterson  | Kelly Moskowy | Joan McCusker    |